# Atsuko Asano
Atsuko Asano (japanisch あさの あつこ, mit bürgerlichem Namen 浅野 敦子, Asano Atsuko, * 14. September 1954 in Mimasaka, Präfektur Okayama) ist eine japanische Schriftstellerin und Kinderbuchautorin. Sie ist vor allem bekannt für ihre Werke, die das Thema des Erwachsenwerdens von Jugendlichen behandeln, und ist eine der erfolgreichsten Autorinnen im Bereich der Kinder- und Jugendbücher in Japan.

## Leben
Atsuko Asano wurde in einem kleinen Hotel in der Stadt Mimasaka, Präfektur Okayama, geboren. Ihre Familie betrieb eine Gasthauswirtschaft, und sie verbrachte ihre Kindheit in einer Umgebung, die sie als prägend für ihre spätere schriftstellerische Laufbahn empfand. Ihre Eltern waren ein Steuerberater und eine Lehrerin. Schon früh entwickelte sie eine Liebe zu Büchern, obwohl die Region, in der sie aufwuchs, keinen Zugang zu einer Bibliothek hatte. Ihre Großmutter half ihr, Manga zu lesen, was zu ihrer Begeisterung für Literatur führte.
Während ihrer Schulzeit zeigte sie ein besonderes Interesse an den Werken von Arthur Conan Doyle (Sherlock Holmes) und Agatha Christie. Ihr Wunsch, Schriftstellerin zu werden, wuchs während dieser Zeit. Sie ging an die Aoyama-Gakuin-Universität, wo sie sich in der Literatur und Kinderbuchliteratur engagierte.
Nach ihrem Studium arbeitete sie als Lehrerin an einer Grundschule in Okayama, entschloss sich jedoch, diesen Beruf aufzugeben, um sich dem Schreiben zu widmen. In den frühen 1990er Jahren begann sie mit dem Schreiben von Kurzgeschichten und veröffentlichte ihre erste bedeutende Arbeit mit dem Titel Hotaru-kan Monogatari (ほたる館物語, Die Geschichte des Leuchtkäferhauses), was ihr den Einstieg in die Literaturwelt ermöglichte.
1997 gewann sie mit ihrem ersten Roman Batterī (バッテリー, Battery) den Noma-Kinderliteraturpreis, was ihr landesweite Anerkennung einbrachte. Das Buch wurde zu einem Bestseller, der in den folgenden Jahren über 10 Millionen Exemplare verkaufte und auch als Film und TV-Serie adaptiert wurde.

## Zitat
„Kinder haben oft Komplexe. Besonders im Mittelschulalter haben sie ein starkes Selbstbewusstsein und wenn sie etwas nicht können, sind sie sehr enttäuscht und lehnen sich selbst ab. Ich selbst war auch so. Also möchte ich den Kindern sagen: „Es ist in Ordnung, wenn du nur eine Sache gut kannst. Du hast sicher etwas, das du gut kannst.“ Vielleicht wird es erst im Alter von 30 oder 40 Jahren klar, aber ich begann erst mit 37 Jahren zu schreiben. Deshalb spielt es keine Rolle, wenn du nicht mit 10 oder 20 Jahren dein Talent entfaltest.“

## Werke (Auswahl)

### Romane
- Batterī (バッテリー, Battery), 1996–2005
- Rasuto Iningu (ラスト・イニング, Last inning), 2007
- NO.6, 2003–2011[2]
- Gāruzu Burū (ガールズ・ブルー, Girls Blue), 2003–2008
- THE MANZAI, 1999
- Terepashī Shōjo ‘Ran’ (テレパシー少女「蘭」, Telepathie-Mädchen Ran), 1999
- Jikū Hantā YUKI (時空ハンターYUKI, Zeitreisejäger YUKI), 2005
- Tamayura (たまゆら, Tamayura), 2011
- Miroku no tsuki (弥勒の月, Der Mond von Miroku), 2006
- Yasha-zakura (夜叉桜, Yasha Sakura), 2007

### Essays und Kurzgeschichten
- Sasayakana monogatari-tachi (ささやかな物語たち, Kleine Geschichten), 2009
- Asano Atsuko no manga daisuki! (あさのあつこのマンガ大好き！Ich liebe die Mangas von Atsuko Asano!), 2011
- Kotoba no chikara (ことばの力, Die Kraft der Worte), 2012
- Asano Atsuko tokubetsu jugyō ‘Makubesu’ (あさのあつこ 特別授業『マクベス』, Asano Atsuko Spezialvorlesung ‘Macbeth’), 2019

### Filme und TV-Serien
- Batterī (バッテリー, Battery), 2007, Regie: Yōjirō Takita
- Kaze no kanae no kimi e (風の奏の君へ) – 2024, Regie: Kentaro Ōtani

### TV-Serien
- Batterī (バッテリー, Battery), 2008, 3 Teile, NHK
- NO.6, 2011, 11 Teile, Fuji TV
- Oichi fushigi gatari (おいち不思議がたり, Die geheimen Geschichten von Oichi), 2024, 8 Teile, NHK

## Manga
- Batterī (バッテリー, Battery), 2005–2023
- NO.6, 2011–2013 Eine von Hinoki Kino gezeichnete Manga-Version der Romane erschien von 28. Januar 2011 bis Dezember 2013 im Magazin Aria. Der Verlag Kōdansha brachte die Kapitel gesammelt in neun Bänden heraus und veröffentlichte auch eine englische Übersetzung. Zwischen Oktober 2014 und Februar 2016 veröffentlichte Egmont Manga die Serie vollständig in deutscher Sprache.

## Auszeichnungen
- 1997: Noma-Kinderliteraturpreis für Batterie
- 1999: Preis der Japanischen Vereinigung der Kinderbuchautoren für Batterī 2
- 2011: Shimase-Preis für Liebesgeschichten für Tamayura
- 2024: Preis der Japanischen Vereinigung der Historischen Romanautoren für Serienwerke (日本歴史時代作家協会シリーズ賞) für Miroku no tsuki und Oichi fushigi gatari